# XII Festival Internacional de Cinema Fantàstic i de Terror
El XII Festival Internacional de Cinema Fantàstic i de Terror va tenir lloc a Sitges entre el 6 i el 13 d'octubre de 1979 sota la direcció d'Antonio Rafales amb la intenció de promocionar el cinema fantàstic i el cinema de terror. Fou inaugurat al palau de Maricel i hi havia tres seccions, una competitiva, una informativa i una altra retrospectiva sobre el cinema expressionista alemany.

## Pel·lícules exhibides

### Secció competitiva
- Der Mörder d'Ottokar Runze
- Set de sang de Rod Hardy
- La casa dalle finestre che ridono de Pupi Avati
- Panna a netvor de Juraj Herz
- The Toolbox Murders de Dennis Donnelly
- Jennifer de Brice Mack
- The Comeback de Pete Walker
- The Incredible Melting Man de William Sachs
- Gu cuo ye yu de Yao Feng-pan
- Zítra vstanu a opařím se čajem de Jindřich Polák
- Fascination de Jean Rollin
- Vlad Țepeș de Doru Năstase
- Ese ser extraño (c) de José Esteban Lasala
- Plague d'Ed Hunt
- Something's Rotten de Harvey Frost
- El caminante de Paul Naschy

### Secció informativa
- Zombi 2 de Lucio Fulci
- Killer Behind the Mask de David Paulsen
- South Seas Massacre de Pablo Santiago

### Secció retrospectiva
- Nosferatu (1922) de F. W. Murnau
- Metropolis (1927) de Fritz Lang
- El gabinet del Dr. Caligari (1919) de Robert Wiene
- Dr. Mabuse, der Spieler (1922) de Fritz Lang
- Der Student von Prag (1926) de Henrik Galeen
- M, un assassí entre nosaltres (1931) de Fritz Lang

## Jurat
El jurat internacional era compost per Camille Keaton, Wilhelm Petersen, Eduardo Ruíz Saviñón, Ricard Muñoz Suay i Manuel Esteba i Gallego.

## Premis
Els premis d'aquesta edició foren:
| Categoria                                      | Premiat                        | Treball        |
| ---------------------------------------------- | ------------------------------ | -------------- |
| Medalla Sitges d'Or al millor director         | Juraj Herz                     | Panna a netvor |
| Medalla de Plata al millor Curtmetratge        | Guido Manuli                   | Fantabiblical  |
| Medalla de Plata a la millor actriu            | Lisa Pelikan                   | Jennifer       |
| Medalla en Plata al millor actor               | Gerhard Olschewski             | Der Mörder     |
| Medalla de Plata a la millor fotografia        | Peter Jessop                   | The Comeback   |
| Medalla de Plata al millor guió                | Ed Hunt i Barry Pearson        | Plague         |
| Medalla de Plata als millors efectes especials | Conrad Rothman                 | Set de sang    |
| Premi del Jurat Internacional de la Crítica    | Plague                         | Ed Hunt        |
| Menció especial del Jurat                      | Zítra vstanu a opařím se čajem | Jindřich Polák |